# Edoson Silva Martins
Edoson Silva Martins (født 16. marts 1974) er en tidligere brasiliansk fodboldspiller.
Han har spillet for flere forskellige klubber i sin karriere, herunder Kashima Antlers.